# ويليام كريك
ويليام كريك هو محامي وقاضي وسياسي أمريكي، ولد في 31 أكتوبر 1761، وتوفي في 1814 في فريدريك في الولايات المتحدة. انتخب عضو مجلس النواب الأمريكي ‏.